# 安蒂洛普韋爾斯 (新墨西哥州)
安蒂洛普韋爾斯（英語：Antelope Wells）是位於美國新墨西哥州伊達爾戈縣的非建制地區。

## 地理
安蒂洛普韋爾斯所處的海拔為高於海平面1422米（即4666英呎），而該地所採用的時區為UTC-7，即北美山地时区（MST）。同時該地設有夏令時間，為UTC-7調快一小時，即UTC-6（MDT）。